# Rolando Maran
Rolando Maran (Trento, 14 de julho de 1963) é um ex-futebolista e treinador de futebol italiano.

## Carreira
Como jogador Maran iniciou no Benacense Riva, em 1983. Três anos depois acertou com o Chievo Verona.

## Treinador

### Cittadella
Maran sua primeira experiência como treinador foi no Cittadella de Padova.

### Catania e Chievo
Em 2012 está à frente do Catania, da Série A italiana, que leva ao oitavo lugar na classificação (recorde da equipe). Demitido em 20 de outubro de 2013, em 2014 assinou contrato com o Chievo Verona, sua ex-equipe, que lidera na primeira categoria por quatro anos, até abril de 2018.

### Cagliari
Em verão 2018, acertou com o clube da Cagliari, para a Serie A italiana. Ele treina a equipe até 3 de março de 2020, quando é demitido do cargo.

### Genoa
Em julho de 2020, a Maran assina contrato com a Genoa. Em dezembro ele foi demitido e Davide Ballardini assumiu seu lugar.